# Falke-Uhr

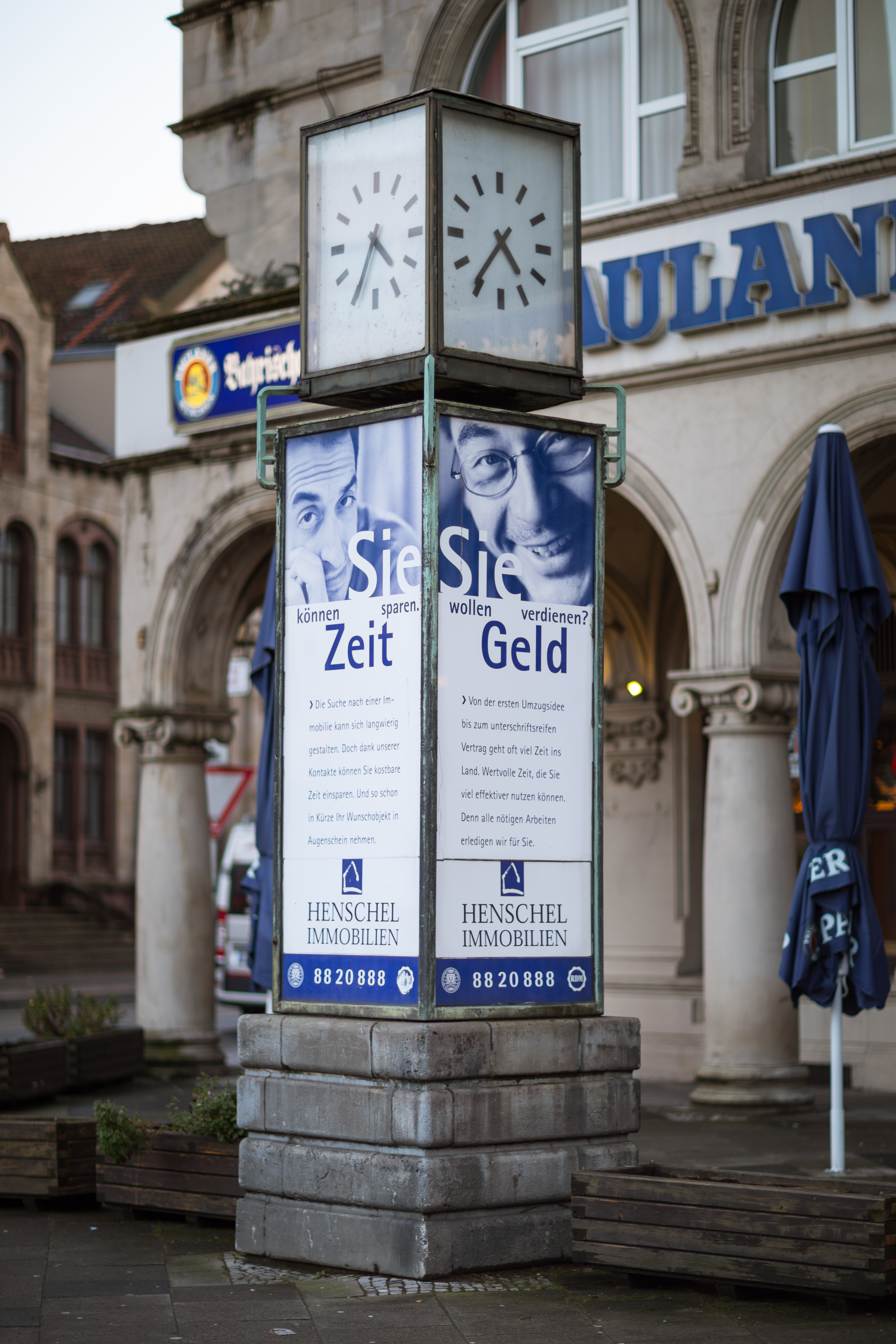
Falke-Uhr, die 1929 auf dem Thielenplatz aufgestellt wurde

Mit dem Begriff Falke-Uhr werden die Standuhren im öffentlichen Raum in Hannover bezeichnet, für die Adolf Falke nach einem Architektenwettbewerb 1926 den futuristischen Typenentwurf lieferte. Von den ursprünglich rund zwanzig Exemplaren, die die Stadt Hannover in Straßen und auf Plätzen aufgestellt hatte, haben sich heute neun erhalten, die sämtlich unter Denkmalschutz stehen. Die zehnte Uhr in der Otto-Brenner-Str./ Ecke Stiftstraße ist verkehrsunfallbedingt Ende Juli 2012 abgebaut worden und nach dem Umbau des früheren Kreisels in eine Verkehrskreuzung im Jahr 2013 nicht wieder an ihrem ursprünglichen Standort aufbaubar. Ein neuer Standort ist seitens der Stadt Hannover noch nicht festgelegt worden, zudem bedarf der Sockel der Uhr durch den Unfall einer denkmalschutzverträglichen Restaurierung.
An vielen Falke-Uhren findet sich über dem gemauerten Sockel am Fuß der Uhr eine Gravur als Hersteller-Angabe: „Metallkunst Herrenhausen“.

## Standorte
- Lister Platz Ecke Bödekerstraße/Podbielskistraße (Lage)
- Georgsplatz, Ecke Baringstraße (Lage)
- Aegidientorplatz (Lage)
- Georgstraße, Ecke Am Steintor (Lage)
- Georgstraße, Ecke Schmiedestraße (Lage)
- Thielenplatz (Theaterstraße/Ecke Prinzenstraße) (Lage)
- Limmerstraße/Ecke Am Küchengarten (Lage)
- Otto-Brenner-Straße/Ecke Stiftstraße/Goseriede (Lage)
- Hildesheimer Straße/Ecke Schlägerstraße (Lage)
- Egestorffstraße/Ecke Niemeyerstraße, Stadtbahn-Haltestelle Lindener Marktplatz (Lage)

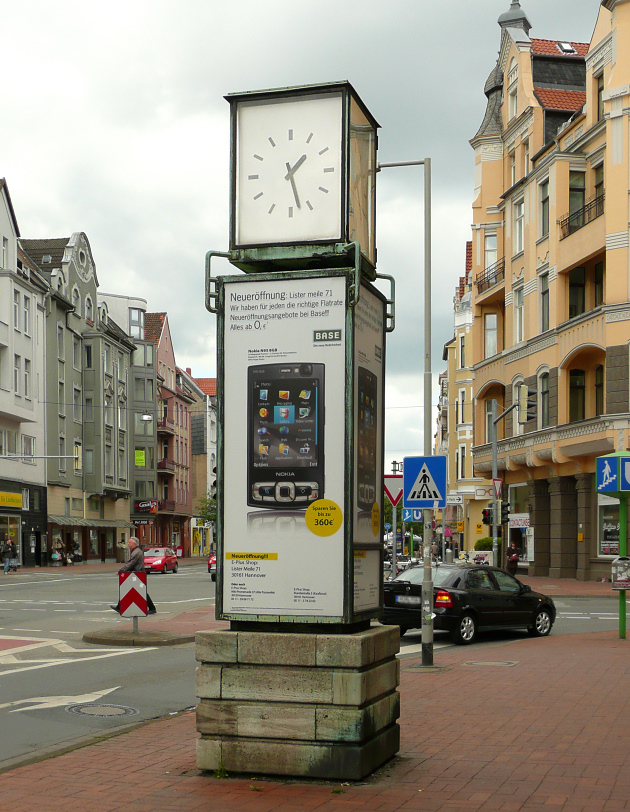
Lister Platz
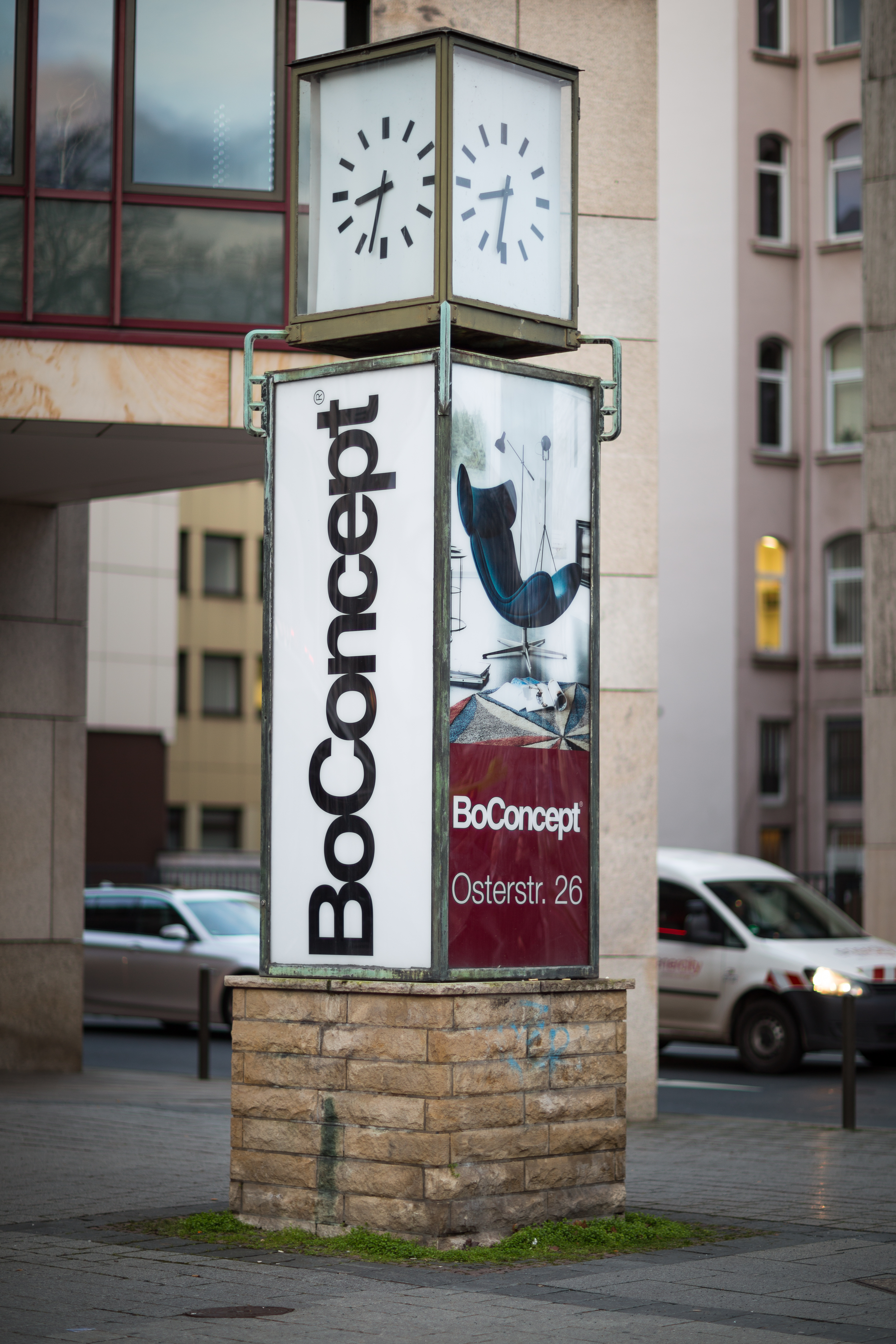
Georgsplatz
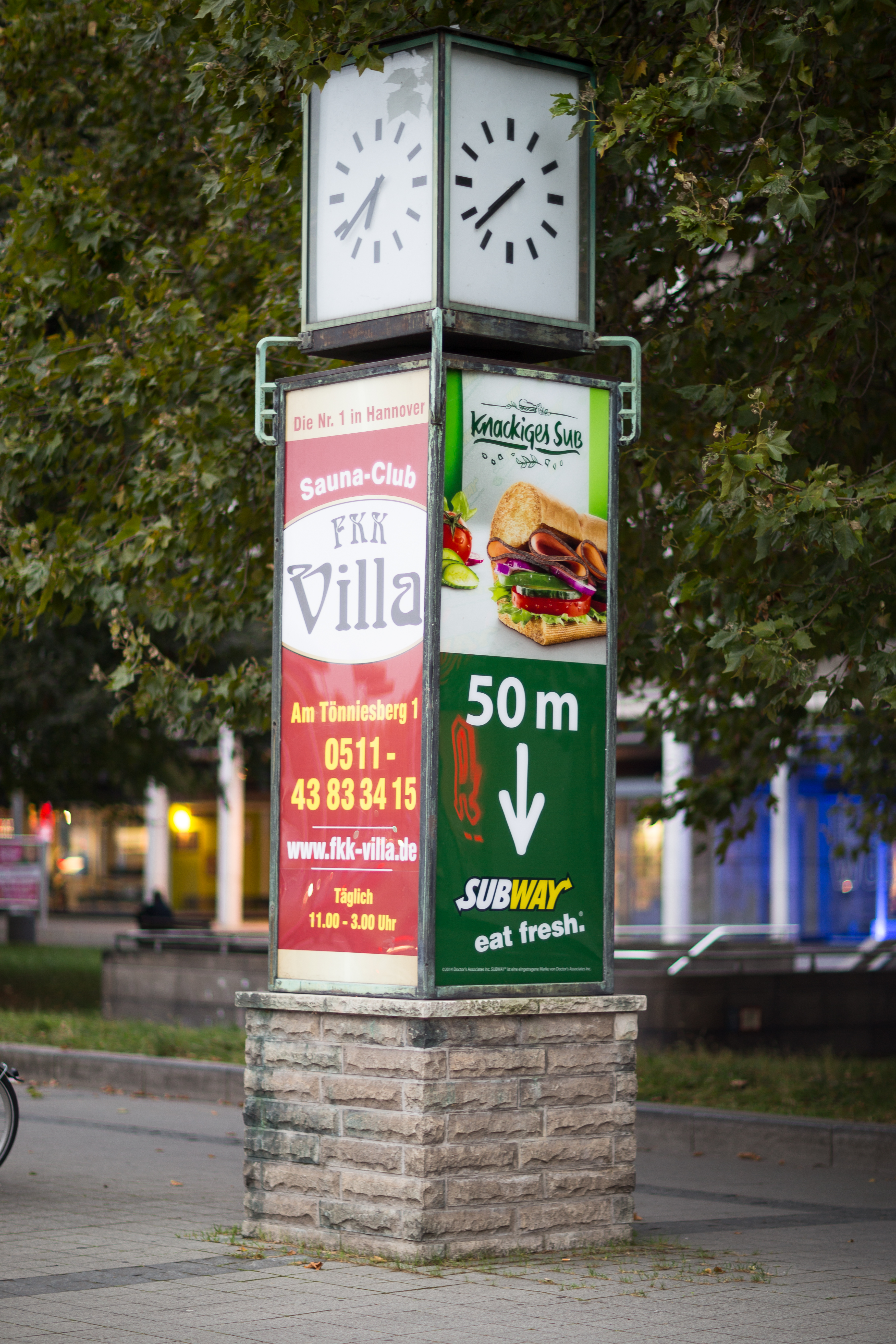
Aegidientorplatz
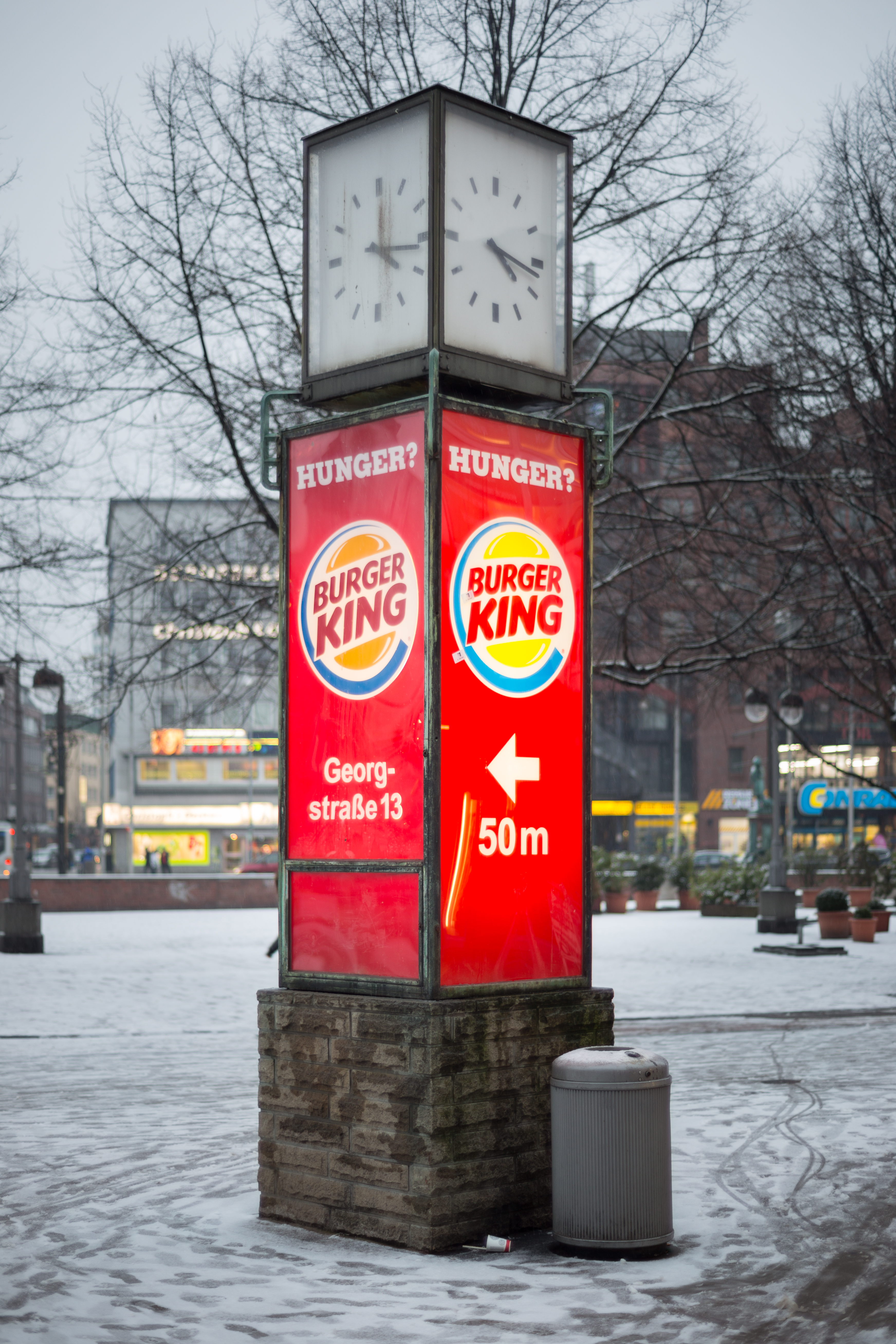
Am Steintor
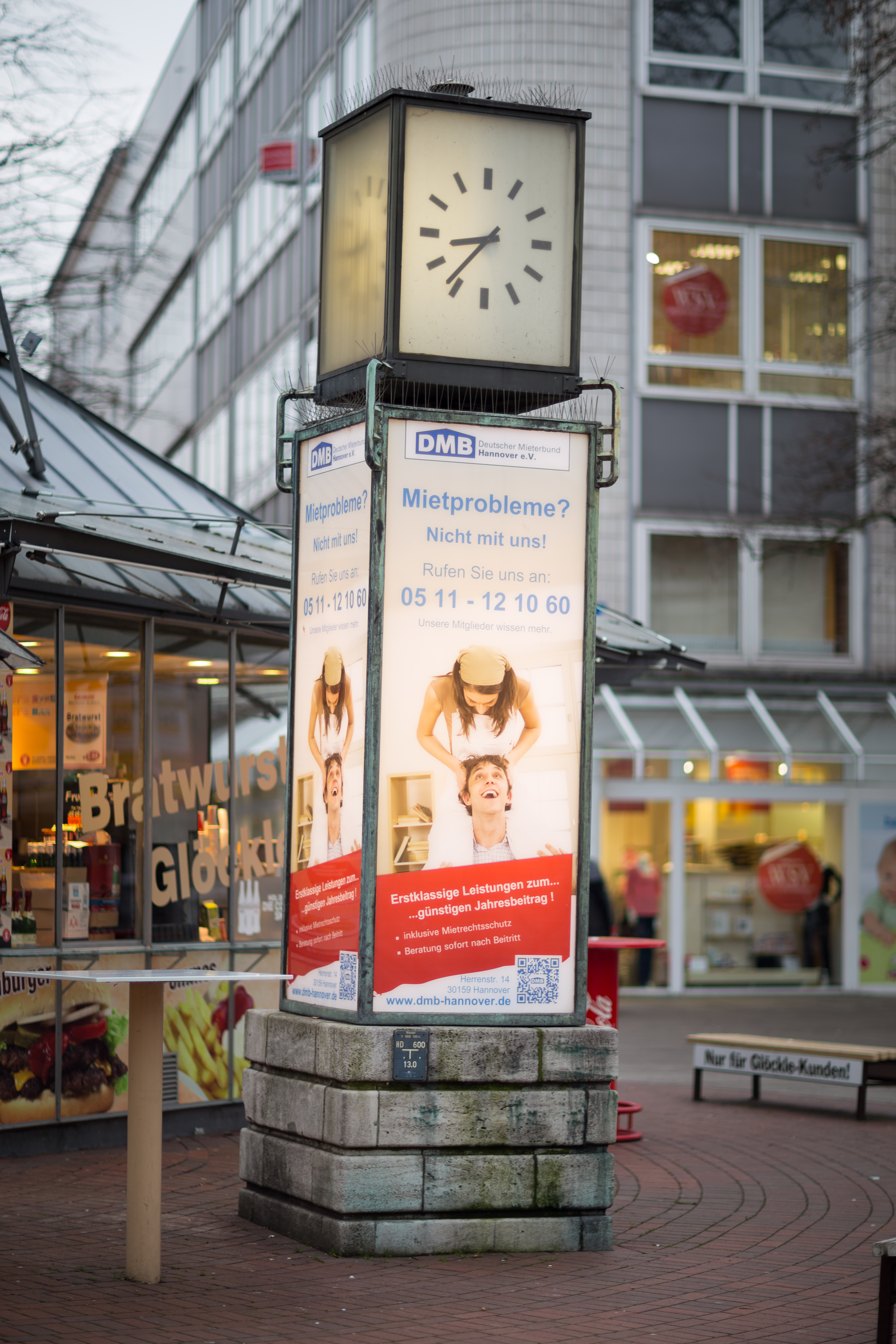
Georgstraße, Ecke Schmiedestraße
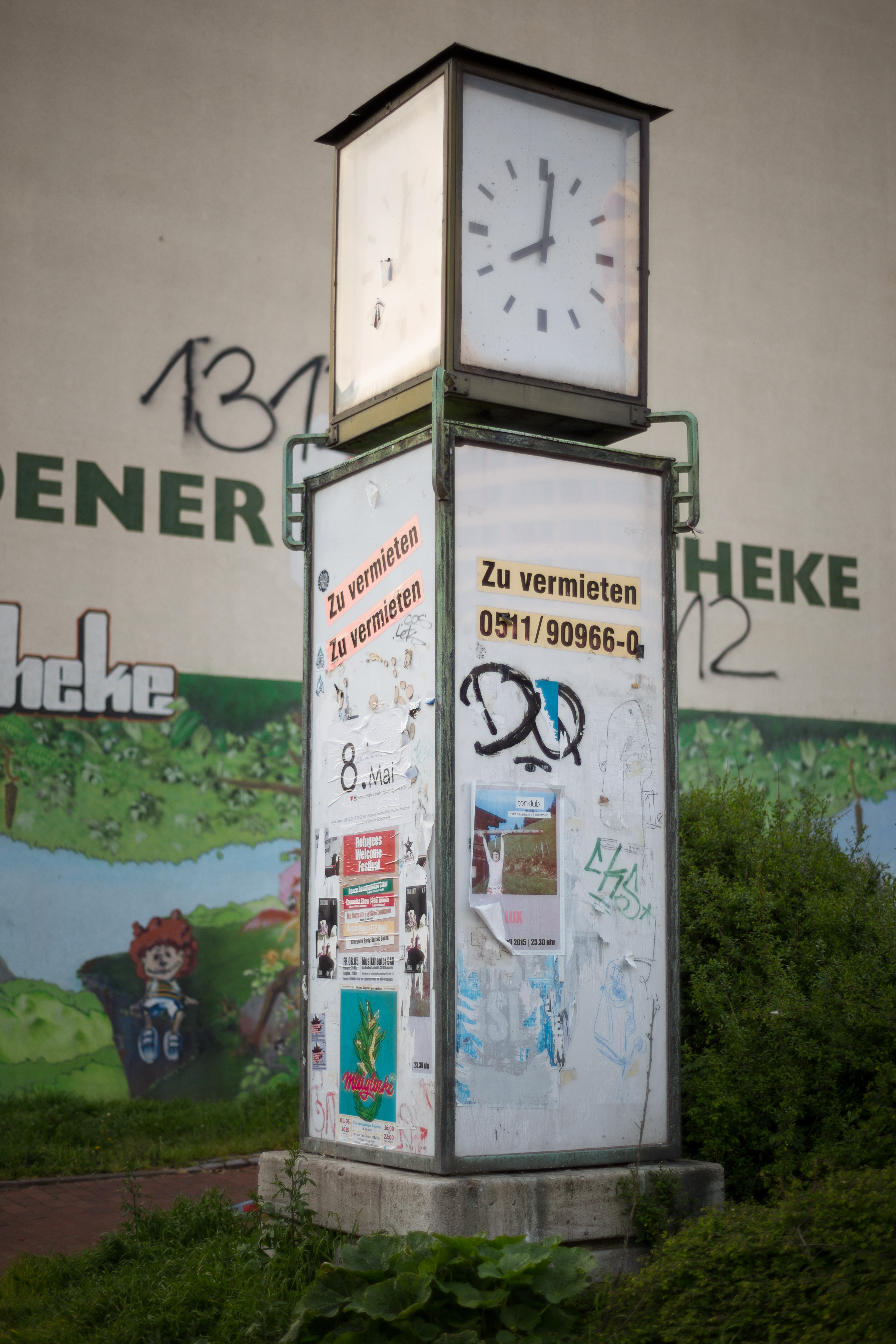
Limmerstraße/Am Küchengarten
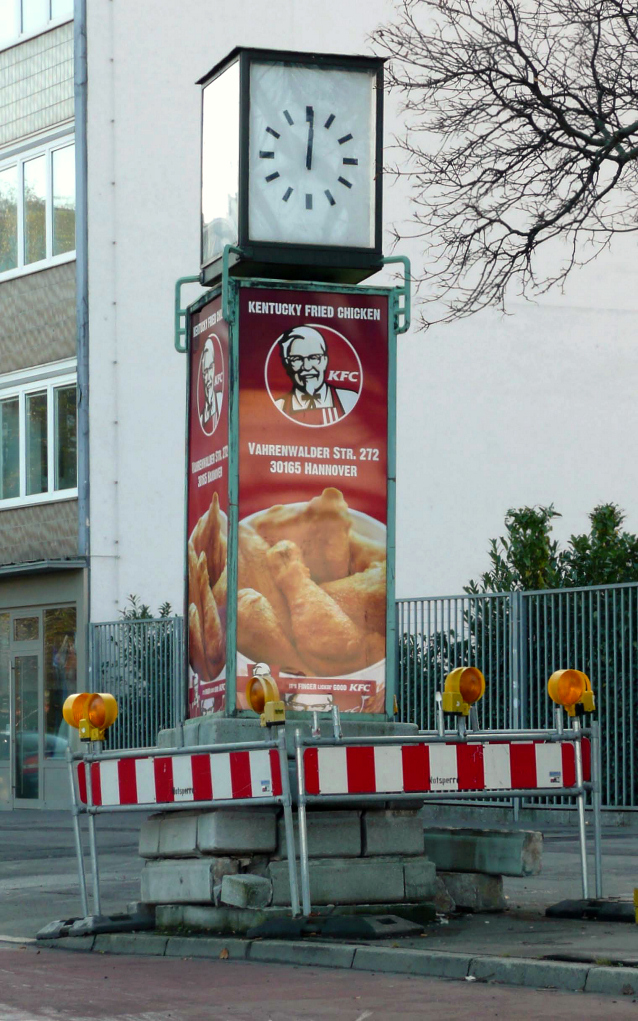
Otto-Brenner-Straße/Ecke Stiftstraße
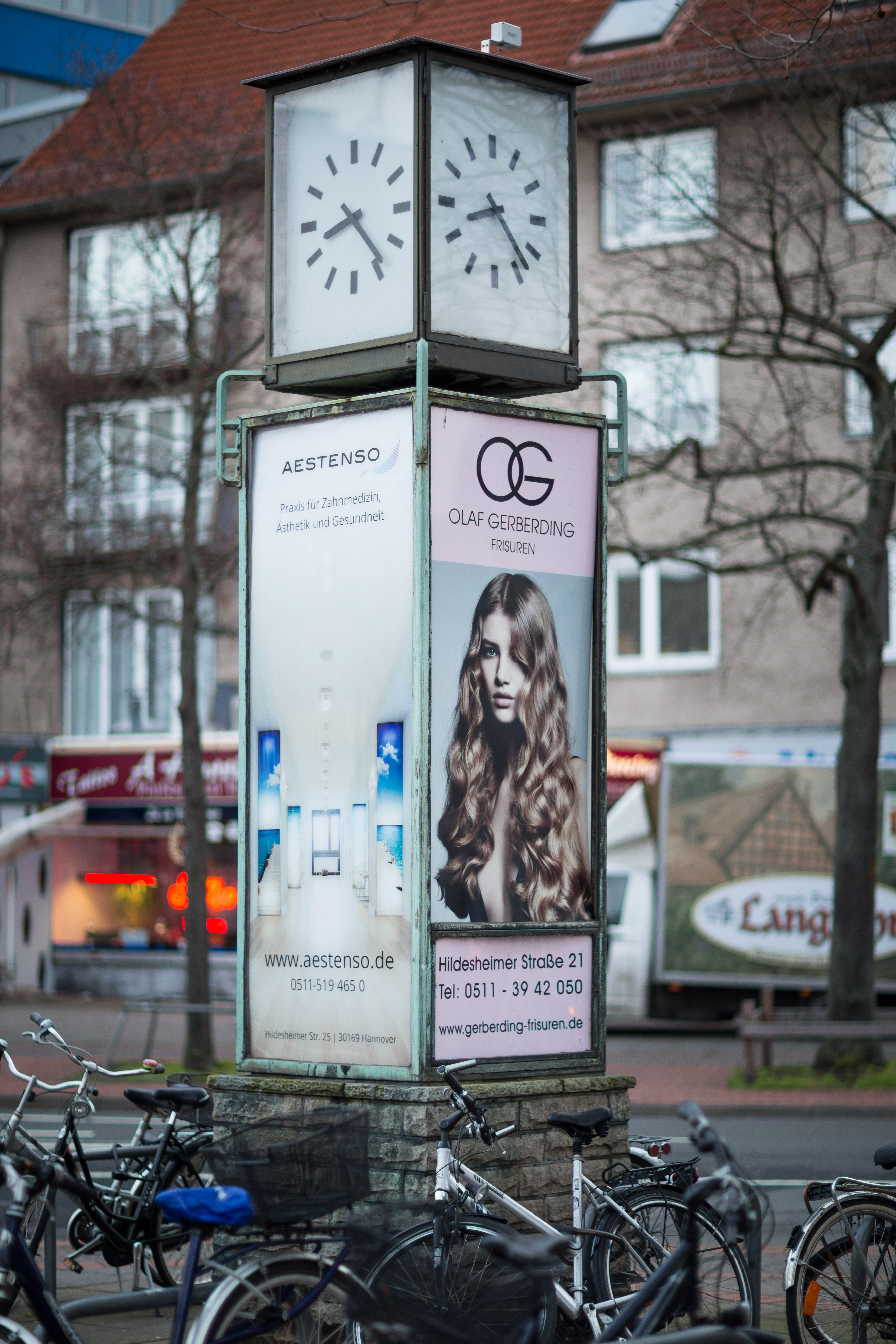
Hildesheimer Straße/Ecke Schlägerstraße
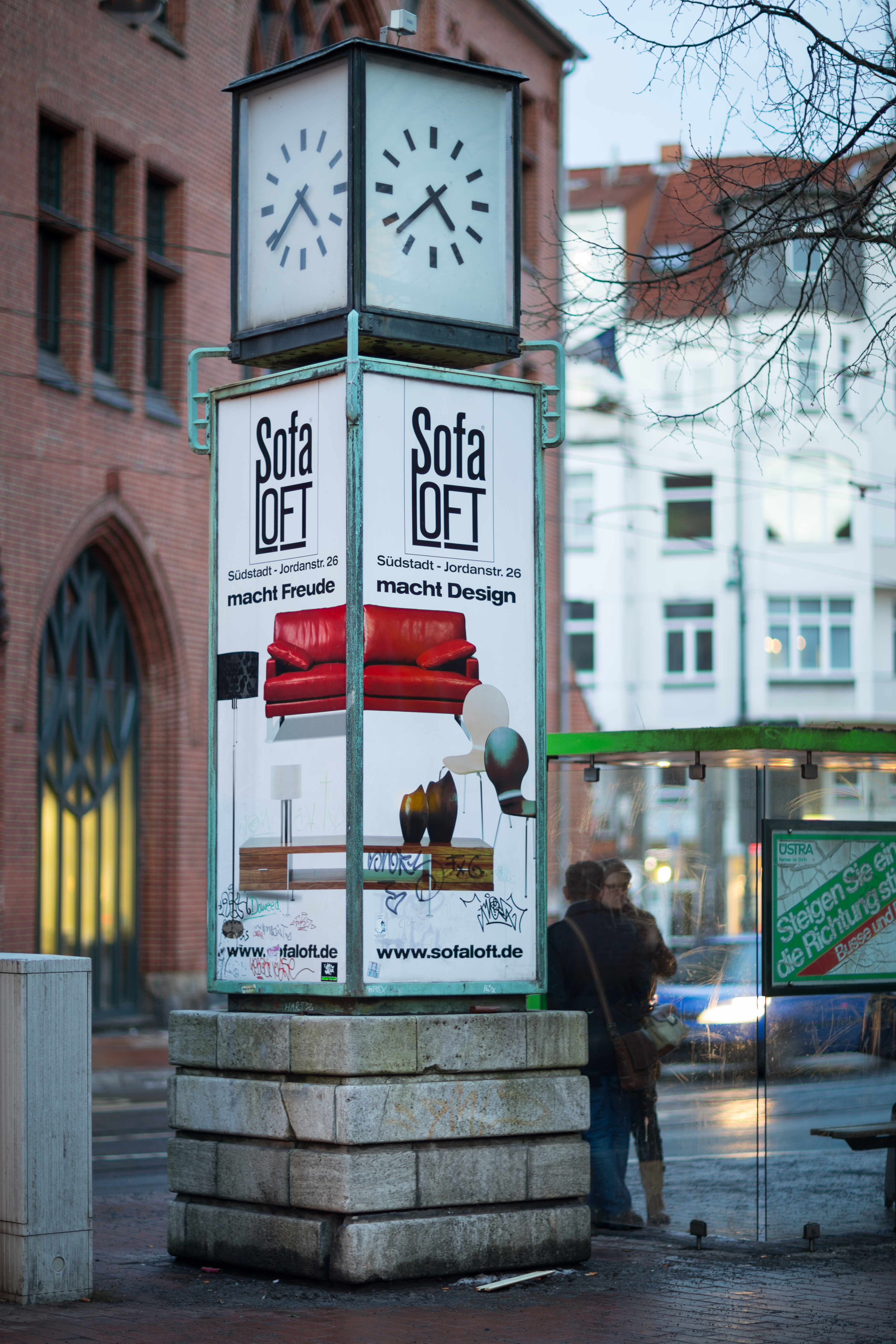
Egestorffstraße/Ecke Niemeyerstraße